# بيرول
البيرول مركب عضوي له الصيغة C4H5N ، وهو من المركبات العطرية الحلقية غير المتجانسة. بنيته تتكون من حلقة خماسية غير مشبعة حاوية على ذرة نيتروجين.

## الخصائص
- البيرول سائل عديم اللون له رائحة تشبه رائحة الكلوروفورم. لدى تعرضه للهواء يتلون بلون بني ويتصمغ.
- قاعدية البيرول ضعيفة جداً بالمقارنة مع الأمينات والمركبات العطرية الأخرى مثل البيريدين (pKb له 13.6). يعود ذلك إلى مشاركة الزوج الإلكتروني الحر في تشكيل النظام العطري (ستة إلكترونات من النمط π ) حسب قاعدة هوكل، بالتالي فإن برتنة ذرة النيتروجين ستؤدي إلى فقدان هذه الخاصية العطرية.

بالمقابل يمكن أن تحدث عملية نزع بروتون من ذرة النيتروجين دون فقدان خاصية العطرية، وذلك بمفاعلة البيرول مع فلز البوتاسيوم حيث يتشكل بيرول البوتاسيوم وينطلق غاز الهيدروجين.

## التحضير
يحضر البيرول صناعياً من تفاعل الفوران مع الأمونياك. كما يحضر من تفاعل بوتين 4،1-ديول بالتسخين مع الأمونياك تحت الضغط.
مخبرياً يمكن تحضير البيرول ومشتقاته بعدة طرق منها:
- اصطناع كنور
- اصطناع هانتش
- اصطناع بال-كنور

كما يحضر بالطرق التالية:
1. إمرار خليط من الفوران والأمونيا على الألومينا الساخنة كعامل مساعد.
2. إمرار خليط من الأمونيا والأستيلين في أنبوب ذي درجة حرارة عالية.
3. تسخين ثنائي الأستيلين مع الأمونيا أو أحد مشتقاتها عند درجة حرارة 140-160 س وفي وجود كلوريد النحاسوز يعطي البيرول أو أحد مشتقاته
4. تسخين مركب سس-2-بيوتين-4,1-ثنائي أول مع الأمينات الأولية في وجود عامل مساعد مثل البلاديوم Pd يعطي ناتجاً ممتازاً من البيرول.
5. تقطير السكسينيميد مع مسحوق الزنك.
6. تسخين 4,1-ثنائي مجموعة الكربونيل مثل سكسينالدهيد مع كربونات الأمونيوم
7. تقطير خليط من ميوكات الأمونيوم مع الجلسرين عند درجة حرارة 200-220o س حيث يتكون البيرول بالإضافة إلى ثاني أكسيد الكربون والماء والأمونيا, وهذه طريقة جيدة لتحضير البيرول لسهولة فصله من النواتج الجانبية الأخرى.

## الأهمية
يعد مركب البيرول المركب الأساسي الذي تشتق منه باقي مركبات الآزولات مثل مركبات البورفيرين التي شمل مثلاً البورفين والهيم واليخضور والكوبالامين بالإضافة إلى الأصبغة الصفراوية مثل بيليروبين ويوروبيلين.

## مركبات مشابهة
- أرسول
- فوران
- ثيوفين
- فوسفول
- إندول
- بيرولين